# Hiedilda
Hiedilda war eine fränkische Adelige, deren Wirkungszeitraum als zwischen den Jahren 866 und 893 angegeben wird.
Sie erscheint erstmals am 20. Dezember 866 im Prekarievertrag mit der Abtei Prüm, als sie als Matrone Hiedilda gemeinsam mit den Grafen Irimfried und Sigrich sowie den Edelleuten Guntbert und Hadabald dem Kloster Güter in Cochem (villa Cuchuma bzw. Cuchuma), Hambuch (Haganbahc) und Valwig (villa Falavoia) schenkt. Als urkundende Person trat in diesem Zusammenhang der sechste Abt des Klosters Prüm Ansbald von Prüm in Erscheinung. Die im Jahr 866 im Prekarievertrag für Cochem genannten Güter (die im Jahr 893 im Güterverzeichnis der Abtei Prüm für den Ort Cuhckeme wieder erwähnt wurden) enthalten ein Herrenhaus mit sonstigen Gebäuden, 3 Höfe, Ländereien und Weinberge auf Kemplon gelegen. Im Dorf Valwig (auch Valevey genannt) umfassten die Güter 4 Hufe Land mit Ländereien und Wingerten und in Hambuch (auch Haganbach genannt) war es ein Fronhof. Auf Wunsch Kaiser Lothars wurden Hiedilda sämtliche Güter zur lebenslänglichen Nutznießung überlassen.
Der Prekarievertrag vom 20. Dezember 866 wurde vom Leviten Wernarius im Goldenen Buch der Abtei Prüm verfasst und durch den Amanuensis Adalbert verlesen. Im von 34 Zeugen aus dem Kloster unterzeichneten Vertrag hatte Abt Ansbald die Schenkungen der Matrone Hiedilda als „verehrungswürdig“ bezeichnet und den Umstand als Vermerk hinzufügen lassen.
Im Jahre 866 wurde der Ort Jüchen ebenfalls erwähnt, als Hiedilda dem Kloster Prüm die villa Iochunda (auch Iughgende oder Iuhcgende genannt) – einen Gutshof mit 36 davon abhängigen Höfen – schenkte. Im Prümer Urbar (Kapitel 85) wird der Ort Jüchen als Iuhggende aufgeführt, jedoch wird diese frühe Erwähnung bzw. Gleichsetzung der beiden Ortsnamen heute abgelehnt.